# Scharlachsichler
Der Scharlachsichler (Eudocimus ruber), auch Roter Ibis, Scharlach-Ibis und Roter Sichler genannt, ist eine Vogelart aus der Familie der Ibisse und Löffler (Threskiornithidae).

## Aussehen
Das gesamte Gefieder und die Beine des Scharlachsichlers sind leuchtendrot gefärbt. Er wird bis zu 70 cm hoch und wiegt bis zu 500 g. Männchen und Weibchen sehen gleich aus.

## Systematik
Die Erstbeschreibung erfolgte 1758 durch Carl von Linné. Die ursprüngliche Bezeichnung war Scolopax rubra, später erhielt der Vogel das Taxon Guara rubra und 1952 schließlich das finale Taxon Eudocimus ruber.
Biologisch besteht eine enge Verwandtschaft zum Schneesichler, von dem sich der Scharlachsichler ausschließlich durch die Farbgebung unterscheidet.

## Lebensraum

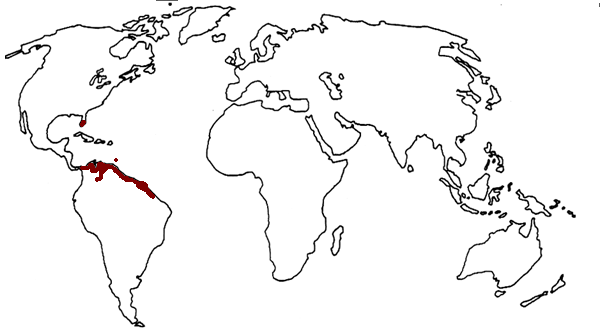
Verbreitungsgebiet

Der Scharlachsichler lebt im nördlichen Südamerika vom westlichen Venezuela über die Guyanas bis zur Amazonasmündung in Brasilien sowie auf der Antilleninsel Trinidad, deren Nationalvogel er ist. Er bewohnt Feuchtgebiete in Küstennähe wie auch im Binnenland.
Die IUCN schätzt den Gesamtbestand des Scharlachsichlers auf 100.000–150.000 Tiere und stuft die Art als nicht gefährdet ein.

## Lebensweise
Er lebt gesellig in großen Gruppen von häufig mehreren hundert und bis zu 2000 Artgenossen.

## Brutpflege
Er brütet im Frühjahr auf den Mangroven-Inseln und auf Büschen und Bäumen. Das Gelege besteht aus 1–3 Eiern, die Brutzeit beträgt 21–23 Tage. Die Jungvögel tragen ein braunes Gefieder und entwickeln die rote Färbung erst im zweiten Lebensjahr, nach drei Jahren sind sie ausgewachsen. Seine Lebenserwartung beträgt 20 Jahre.

## Ernährung
Seine Nahrung besteht aus Insekten, Weichtieren, Krabben und Fischen. Mit seinem sichelförmig abwärts gebogenen Schnabel stochert er im weichen Schlamm gezielt nach Würmern und Krabben.

## Der Vogel in der Kunst
Eine Erzählung von Margaret Atwood mit dem Titel Scharlachroter Ibis (1994) handelt von einem Besuch in einem Reservat der Vögel auf Trinidad.

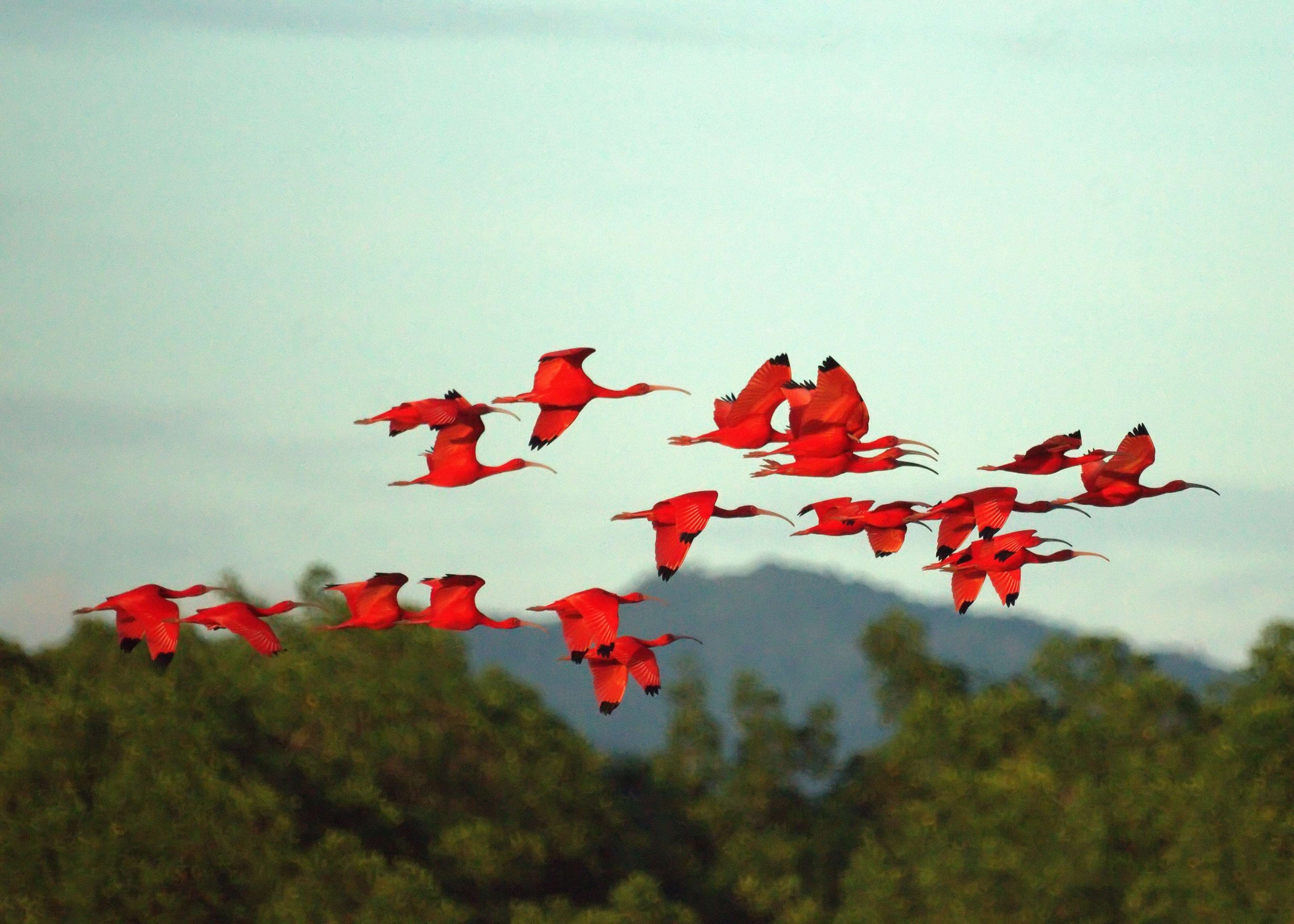
Fliegende Scharlachsichler
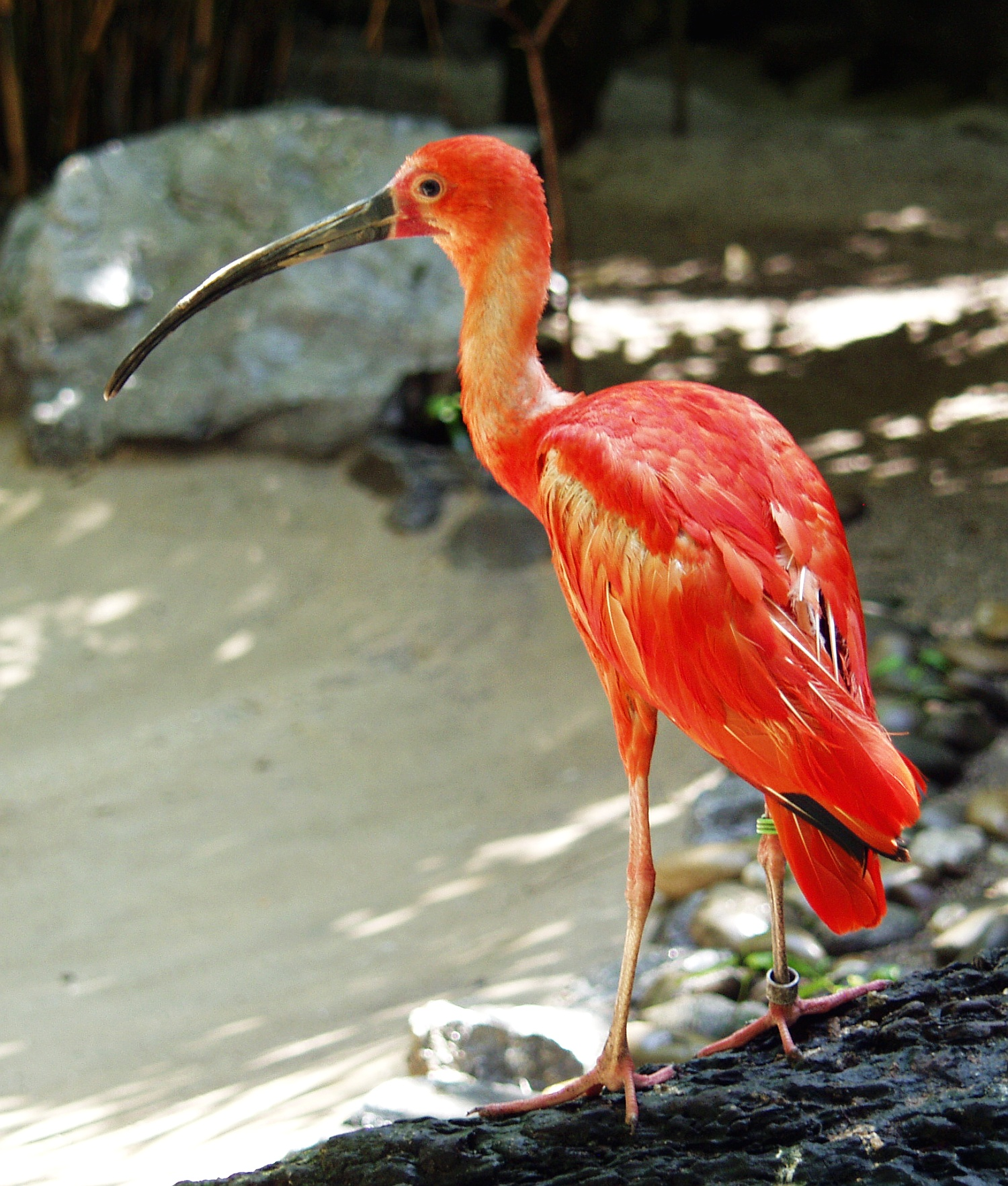
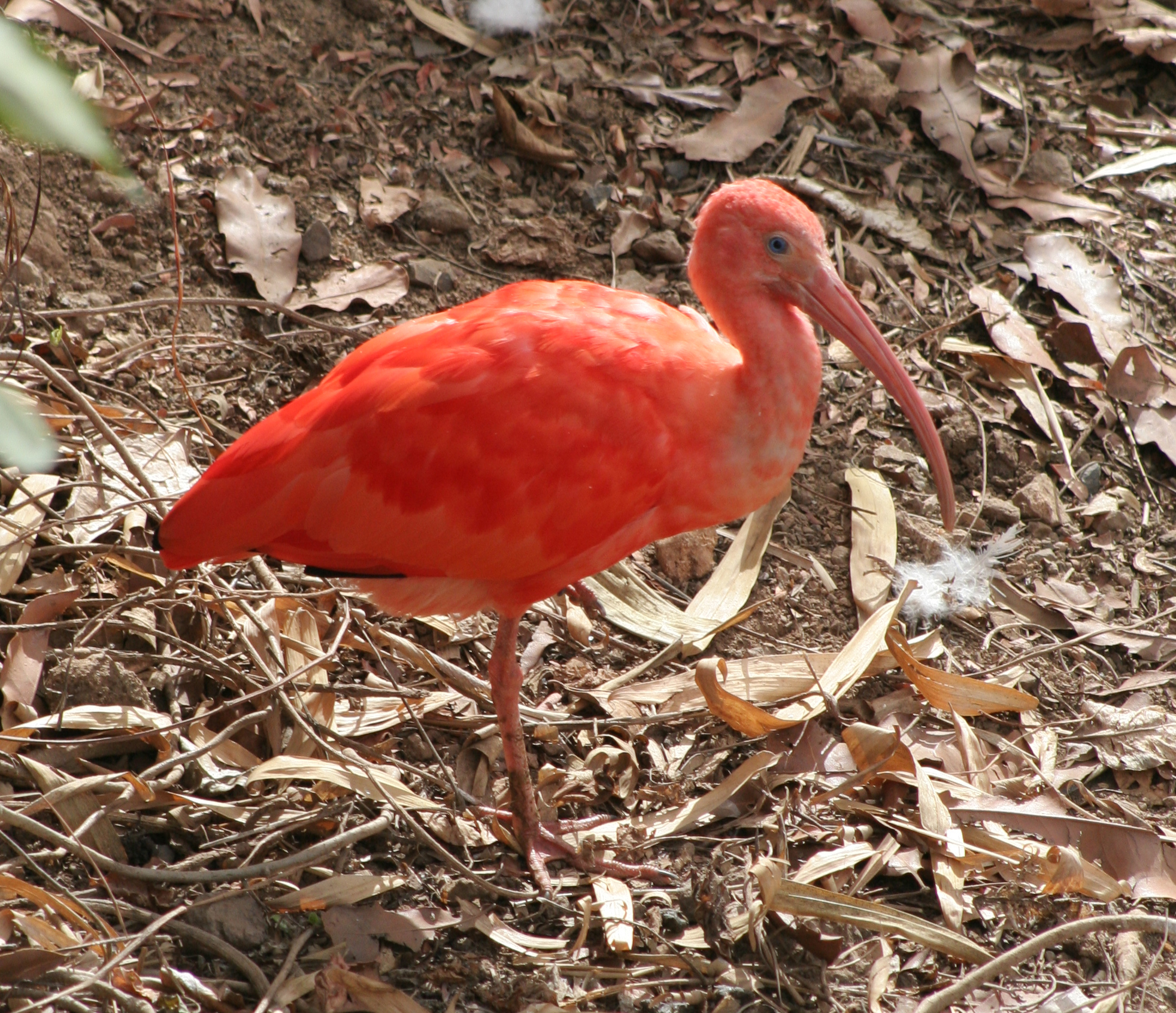
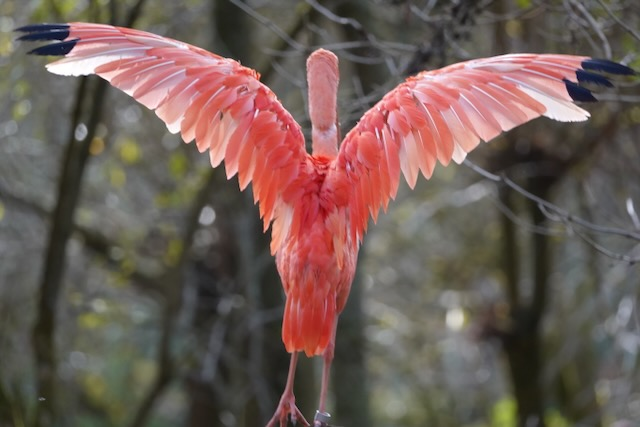